# 강릉 해운정
강릉 해운정(江陵 海雲亭)은 대한민국 강원특별자치도 강릉시 운정동에 있는 정자이다. 1963년 1월 21일 대한민국의 보물 제183호로 지정되었다.

## 개요
해운정은 조선 상류주택의 별당 건물로 경포호가 멀리 바라다 보이는 곳에 있으며, 조선 중종 25년(1530)에 어촌 심언광이 강원도 관찰사로 있을 때 지은 것으로 전한다.
심언광 선생은 조선 중종 2년(1507) 진사가 된 뒤, 여러 벼슬을 두루 거친 분으로 문장에도 뛰어났다.
이 건물은 3단으로 쌓은 축대 위에 남향으로 지었는데, 규모는 앞면 3칸·옆면 2칸으로 안쪽의 오른쪽 2칸은 대청이며 왼쪽 1칸은 온돌방이다. 지붕은 옆면에서 볼 때 여덟 팔(八)자 모양의 팔작지붕으로 꾸몄고, 대청 앞면에는 문을 달아 모두 열 수 있게 하였다. 건물 주위에는 툇마루를 돌려 놓았다.
건물 앞에 걸린 '해운정(海雲亭)'이라는 현판은 송시열의 글씨이며, 안에는 권진응, 율곡 이이 등 유명한 사람들의 글이 걸려 있다.
겉은 소박하고 안쪽은 세련된 조각으로 장식한 별당 건물로, 강릉 지방에서는 오죽헌 다음으로 오래된 건물이다.

## 참고 문헌
- 강릉 해운정 - 국가유산청 국가유산포털